# Lao Airlines
Lao Airlines (лаос. ການບິນລາວ) — национальная авиакомпания Лаоса, базирующаяся во Вьентьяне. Авиакомпания специализируется на региональных и международных воздушных перевозках.

## История
Авиакомпания была основана как Lao Aviation в сентябре 1976 года. В 2003 году компания перешла в собственность правительства Лаоса. Тогда же было изменено название компании на Lao Airlines.
Совершая рейсы на небольшие горные аэродромы, авиакомпания потеряла несколько небольших самолётов, что сказалось на её репутации. Однако в дальнейшем руководство компании стало уделять повышенное внимание безопасности полетов и привело парк самолётов в соответствие международным стандартам.
В 2003 году в компанию поступил взятый в краткосрочный лизинг первый Airbus A320-211 (VN-A123), став первым A320 во флоте авиакомпании.
В 2005 году компанией были выведены из эксплуатации два самолёта Harbin Y-12 и один Airbus A320 (VN-A123).
В октябре 2012 года начало эксплуатации нового ATR 72-600 с регистрацией RDPL-34222.
В 2016 году планируется ввести рейсы по новым направлениям: Вьентьян — Тайбэй, Вьентьян — Наньнин, Вьентьян — Янгон, Вьентьян — Джакарта.
Авиакомпания имеет код-шеринговые соглашения с Thai Airways и Vietnam Airlines.
В 2025 году Lao Airlines стала второй авиакомпанией за пределами Китая, которая получала лайнер Comac C909.

## Направления
На январь 2016 года, авиакомпания выполняет рейсы по следующим направлениям:

### Внутренние направления
Лаос
- Вьентьян (хаб — аэропорт Ваттай)
- Аттапы
- Луангнамтха
- Луангпхабанг
- Паксе
- Пхонсаван
- Саваннакхет
- Муанг Сай
- Самныа
- Хуайсай

### Международные направления
Вьетнам
- Ханой
- Хошимин

 Камбоджа
- Пномпень (по код-шерингу)
- Сиемреап

 Китай
- Гуанчжоу
- Джинхонг[англ.]
- Куньмин
- Чанша
- Чанчжоу
- Чэнду

 Республика Корея
- Пусан
- Сеул

 Сингапур
- Сингапур

 Таиланд
- Бангкок
- Чиангмай

## Флот
На январь 2016 года, воздушный флот Lao Airlines состоит из следующих самолётов:

## Авиакатастрофы
16 октября 2013 года самолёт ATR 72 авиакомпании Lao Airlines, выполнявший рейс из столицы Лаоса Вьентьяна в город Паксе, упал в реку Меконг примерно в 16:00 по местному времени. Жертвами крушения стали 49 человек. Авария произошла при заходе на посадку. Предположительно, её причиной стали плохие погодные условия.